# 江松西町
江松西町（えまつにしまち）は、愛知県名古屋市中川区の地名。

## 歴史

### 沿革
- 2001年（平成13年）9月1日 - 中川区富田町大字江松字下戌新田の一部および字長池・字東並・字松本上之切・字松本下之切の各全域により、同区江松西町が成立[2]。

## 交通
- 富田インターチェンジ